# CHMP5
CHMP5‏ (Charged multivesicular body protein 5) هوَ بروتين يُشَفر بواسطة جين CHMP5 في الإنسان.

## الوظيفة
ينتمي CHMP5 إلى عائلة بروتين تعديل الكروماتين/بروتين الجسم متعدد الحويصلات المشحون (CHMP). هذه البروتينات هي مكونات ESCRT-III (معقد فرز الحويصلات الداخلية المطلوب للنقل III)، وهو مركب يشارك في تحلل بروتينات المستقبلات السطحية وتكوين أجسام متعددة الحويصلات داخل الخلية (MVBs). بعض بروتينات CHMP لها توزيع نووي وسيتوبلازمي/حويصلي، وأحد هذه البروتينات، CHMP1A، ضروري لتكوين أجسام متعددة الحويصلات وتنظيم تطور دورة الخلية.